# Sighter
Sighter ist ein dem Geocaching ähnliches Schnitzeljagd-Geländespiel, bei dem weltweit fotografierte Orte gefunden werden müssen.
Die Orte, welche Sights genannt werden, werden von anderen Spielern mittels Fotos über die Sighter-App eingestellt. Wichtig dabei ist der GPS-Standort.
Es wird zwischen eingestellten und gefundenen Sights unterschieden. Jeder Sight bringt einen Punkt in der entsprechenden Kategorie.

## Plattformen
Die App Sighter ist sowohl für iOS als auch Android verfügbar. Der Funktionsumfang variiert dabei zwischen beiden Plattformen zum Teil erheblich, so gibt es unter Android z. B. Sofa-Sights, die unter iOS nicht verfügbar sind.

## Grundprinzip
Es gibt zwei grundlegende Spielelemente: Das Erstellen und das Finden von Sights.
Beim Erstellen fotografiert der Spieler einen Gegenstand, ein Gebäude, ein Denkmal oder eine andere (fest an diesem Standort installierte) Sache und gibt optional eine kurze Beschreibung bzw. Bezeichnung an.
Der suchende Spieler muss den Sight möglichst an der gleichen Stelle aus dem gleichen Winkel über die App fotografieren. Die App prüft nun anhand der GPS-Daten und durch Bildvergleich, ob der Sight durch den Spieler gefunden wurde.

## Sofa Sighter
In der Android-Version gibt es im Menü einen Bereich „Spiele“. Hier findet sich im Moment als einziger Eintrag „Sofa Sighter“. Aufgeteilt in die Schwierigkeitsstufen Anfänger, Fortgeschrittener und Hardcore werden hier Sights gezeigt, deren lokale Herkunft man aus vier angebotenen Alternativen bestimmen muss. Es gibt eine Punktezählung sowie für die verschiedenen Stufen eine eigene Rangliste. Nach drei falschen Antworten beginnt die Punktezählung wieder bei Null.